# American Israel Public Affairs Committee
American Israel Public Affairs Committee (oftest forkortet AIPAC) er en organisation, der har som formål at udføre lobbyarbejde til fremme af Israels interesser i amerikansk politik. Den blev grundlagt i 1953 af Isaiah L. «Si» Kenen.
AIPAC's oprindelige navn var American Zionist Committee for Public Affairs.
AIPAC er regnet som en af de største og mest indflydelsesrige organisationer i USA. Tidsskriftet Fortune rangerede i perioden 1997-1999 AIPAC, som nummer to på en liste over de mest magtfulde interessegrupper i USA. AIPAC har ca. 100.000 medlemmer, og det er en stor organisation med bred folkelig opbakning. Den kan således påvirke, hvem der får tildelt politiske embeder i USA, både gennem demokratiske valg og nomineringsprocesser. Dette sker ofte ved at politiske kandidater søger økonomisk støtte fra større organisationer. AIPAC har allierede i både Republikanerne og Demokraterne, men Demokraterne anses for at være det parti, der mest er påvirket af AIPAC's økonomiske støtte. AIPAC-repræsentanter afvikler årligt over 2000 møder med medlemmer af Kongressen. AIPAC påvirker blandt andet politikere ved at matche et AIPAC-medlem med et medlem fra kongressen med fælles interesser med et medlem af kongressen. Derudover arrangerer AIPAC ture til Israel for politikere og besøger skoler for at opnå sympati for Israel blandt studerende.
USA bidrager årligt med 3,8 milliarder dollars (ca. 26,4 milliarder kroner) i militær bistand og anden bistand til Israel. Fra 1974-2002 var Israel den største modtager af amerikansk bistand. Siden 1972 har USA brugt sit veto i FN's Sikkerhedsråd 40 gange for at forhindre beslutninger, der enten fordømmer påståede israelske krænkelser eller støtter den Palæstinensiske sag. Efter 11. September 2001 formodes det, at AIPAC har fået større støtte fra konservative kristne, som anser Israel som det Hellige Land, og konflikten i Mellemøsten som et afgørende slag i krigen mod terror. Folk, der forsvarer amerikansk støtte til Israel hævder, at Israel er regionens eneste demokrati og at nabolandene er en trussel mod Israels eksistens.

## AIPAC's historie
Organisationen Amerikansk Zionistisk Udvalg for Offentlige Anliggender modtog i 1963 ordrer fra Kennedy-regeringen til at registreres som en agent for den israelske regering ifølge loven 'Foreign Agents Registration Act'. Loven havde til formål, at alle grupper i USA, der modtager økonomisk støtte eller anden hjælp fra et andet lands regering, skulle lade sig registrere af Det Amerikanske Udenrigsministerium. AIPAC blev derefter dannet for at omgå denne ordre fra regeringen. AIPAC blev registreret som en amerikansk lobbygruppe finansieret af individuelle donorer - uden nogen officiel støtte fra Israel eller andre udenlandske grupper. En undersøgelse af Senatets 'Foreign Relations Committee' konkluderede, at AIPAC fortsatte med at modtage israelske penge indtil 1960. I løbet af 1970'erne og 1980'erne blev det krævet, at AIPAC skal tvinges til at lade sig registrere under FARA. Kritikere mente, at Israels indflydelse på organisationen var for stor, til at gruppen kunne betragtes som uafhængig.
Oprindelig arbejdede AIPAC på at påvirke politikerne til at støtte oprettelsen af den jødiske stat. Derefter ændrede målet sig til at være at sikre Israels generelle levedygtighed, både iht. penge og i international politik generelt. De seneste år har organisationen udvidet sit interesseområde til den udøvende magt, præsidenten, regeringen og den offentlige tjeneste i bred forstand.  

## Kritik mod AIPAC
Organisationens større indflydelse på amerikansk politik er ofte blevet kritiseret af flere grupper. Der er flere amerikanske politikere og akademikere der har påpeget, at organisationen styrer for meget af den amerikanske udenrigspolitik i Mellemøsten.
I USA i de seneste år (især siden 2004) har der været en heftig debat om den israelske lobby magt. Det meste af debatten var baseret på en artikel af Harvard professoren Stephen M. Walt og professor ved University of Chicago John J. Mearsheimer om den isralske lobbys indflydelse på amerikansk udenrigspolitik. De udgav deres kritik i artiklen: "The Israel Lobby and U.S. Foreign Policy" (dansk: Den Israelske Lobby og Amerikansk Udenrigspolitik), som blev offentliggjort i London Review of Books i 2004. Bogen skabte en voldsom debat, og der afstedkom flere beskyldninger om nynazistiske kilder og antisemitisme.  Walt og Mearsheimer dokumenterede i bogen den massive amerikanske støtte til Israel og hævdede, at støtten hverken var strategisk eller moralsk forsvarlig med realpolitiske amerikanske øjne. 

## Eksterne links
- Strid om Israel-lobby (Dagbladet, 2006)
- The Israel Lobby by John Mearsheimer and Stephen Walt Arkiveret 15. august 2009 hos  Wayback Machine
- «Israel-lobbyen kontrollerer USAs Midtøsten-politikk» (Webside ikke længere tilgængelig)
- American Israel Public Affairs Committee